# أدريان غرينيه
أدريان غرينيه (بالإنجليزية: Adrian Grenier)‏ (ولد في 10 يوليو 1976) ممثل منتج، موسيقي ومخرج أمريكي، عرف بدور «فينسنت تشيس» في المسلسل التلفزيوني الكوميدي الدرامي إنتوريج.
والذي رشح عنه لنيل العديد من الجوائز.

## نشأته
ولد جرينير في سانتا في، نيومكسيكو، وهو ابن كاريس غرينيه وجون دنبار. والديه لم يتزوجا قط. نشأ والدته في مدينة نيويورك. كان والده من ولاية أوهايو، وله أصول إنجليزية وألمانية واسكتلندية وأيرلندية. ولدت والدته في نيومكسيكو لأسرة مكونة من أغلبية مكسيكية (أصلية وإسبانية) وبعض الأصول المغربية.

## وصلات خارجية
- الموقع الرسمي
- أدريان غرينيه على موقع IMDb (الإنجليزية)
- أدريان غرينيه على موقع روتن توميتوز (الإنجليزية)
- أدريان غرينيه على موقع ألو سيني (الفرنسية)
- أدريان غرينيه على موقع تيرنر كلاسيك موفيز (الإنجليزية)
- أدريان غرينيه على موقع أول موفي (الإنجليزية)
- أدريان غرينيه على موقع قاعدة بيانات الأفلام السويدية (السويدية)
- أدريان غرينيه على موقع إن إن دي بي (الإنجليزية)
- أدريان غرينيه على موقع قاعدة بيانات الفيلم (الإنجليزية)
- أدريان غرينيه على موقع كينوبويسك (الروسية)